# Aßlar
Aßlar ( udtale ?) er en by i nærhedenn af  Wetzlar i den mittelhessiske landkreis Lahn-Dill-Kreis i den tyske delstat Hessen.

## Geografi
Aßlar ligger i  dalen til floden  Dill (Unteres Dilltal), der i nabobyen  Wetzlar munder ud i  Lahn, hvor  Oberwesterwald (vestlige del af Westerwald ) møder landskaberne Krofdorf-Königsberger Forst og Hörre (Gladenbacher Bergland).

### Nabokommuner
Aßlar grænser mod nord til kommunerne Mittenaar og Hohenahr, mod sydøst til byen Wetzlar, mod syd til byen  Solms og mod vest til kommunen Ehringshausen (alle i Lahn-Dill-Kreis).

### Inddeling
I kommunen ligger ud over  Aßlar med Klein-Altenstädten landsbyerne
- Bechlingen
- Berghausen
- Bermoll
- Oberlemp
- Werdorf